# Битка код Описа
Битка код Описа (октобар 539. п. н. е.) је била главна битка између војски Персијског царства предвођених Киром Великим и Вавилоније под Набонидом у доба персијске инвазије на Месопотамију. У то време Вавилонија је била последња велика сила у западној Азији која није била под персијском контролом. Битка је вођена покрај обалног града Описа, северно од главног града Вавилона, а завршила се одлучујућом победом Персијанаца. Неколико дана након тога град Сипар се након краткотрајне опсаде предао у руке Персијанцима, а Кир Велики се затим прогласио владарем Вавилоније и њених територија, који постају део већег и моћније Персијског царства.

## Локација
Место на коме се битка одиграла био је старовековни град Опис на реци Тигар, око 80 km северно од савременог Багдада. За град се сматра да је имао велику стратешку важност због моста преко реке, који описује историчар Ксенофонт. Као датум битке процењује се рана јесен, будући да у то доба месопотамске реке имају најмањи водостај па их је најлакше за прећи.
Осим што је има стратешку важност због преласка преко реке Тигар, Опис се налазио на једном крају Медијског зида; фортификације северно од Вавилона која је изграђена неколико деценија раније, у доба Набукодоносора II Контрола над Описом отворила би Киру Великом пут кроз Медијски зид и омогућила отворен пут према путу који води до вавилонског главног града Вавилона.

## Историјски извори
Главни извор информација о Кировом походу у Месопотамији 539. п. н. е. су Набонидове хронике, једна у низу глинених плочица које су део много веће збирке познатије као Вавилонске хронике. Остали историјски документи укључују Киров цилиндар, и дела античких историчара Херодота и Ксенофонта (каснији период), која поименично не спомињу ову битку али постоје бројне сличности са персијским и вавилонским изворима. Већина савремених историчара користи Набонидове хронике као главни извор информација о овој бици.
Иако данас већина Набонидових хроника постоји тек у фрагментима, део који се односи на задњу годину Набонидове владавине (539. п. н. е.) је скоро сасвим очувана. Међутим, она не даје много информација о Кировим активностима у годинама уочи битке, већ углавном говори о догађајима уско везаним уз Вавилонију и њене владаре и само повремено бележи догађања изван земље. Раздобље од 547. до 539. п. н. е. углавном је нечитљиво па је из неколико сачуваних речи немогуће проценити општи развој догађаја.

## Позадина
У време битке код Описа, Персијско царство је било водећа сила Старог Истока, чији је владар Кир Велики освојио огроман пространства некадашњих држава као што су Медијско царство и Лидијска краљевина и створио највеће царство старог века које се осим Ирана протезало и преко данашње Турске, Јерменије, Азербејџана, Киргистана и Авганистана. Једина неосвојена сила тог доба била је Вавилонија, која је осим Месопотамије контролисала и подређена краљевства попут Сирије, Јудеје, Феникије, и дијелове Арабије. Вавилонци су претходно били савезници многим персијским непријатељима попут Креза из Лидије, чију је каљевину Кир Велики освојио неколико година раније.
Истовремено, Вавилонија се нашла у незавидној геополитичкој позицији с обзиром да се на северу, истоку и западу граничила са персијском државом. Такође, њихова земља је имала проблема са кугом и глађу, док је и сам краљ Набонид био врло непопуларан због своје непримерене верске политике. Историчар Мери Џпан Вин Леит тврди: „Успех Кира Великог темељи се на изузетној војној способности, законодавном систему, и енергичној јавној кампањи у Вавилонији којом је прослављен као благ и толерантан владар.“. Такође, Макс Малован спомиње: „Верска толеранција је била одличан елемент персијске владавине и није упитно да је Кир Велики био највећи промотер ове хумане и интелигентне политике.“. Историјски документи тврде да је Кир Велики уверио провинцијског намесника Гобрију (или Губаруа) да пређе на његову страну, с обзиром да је његова покрајина Гутеја била од велике стратешке важности, па ју је Кир искористио као полазну точку за његову инвазију остатка Вавилоније.
Набонидове хронике наводе да је Набонид непосредно пре битке наредио да се све верске скулптуре из вавилонијских градова донесу у главни град Вавилон, због чега се претпоставља да је сукоб између Персијанаца и Вавилонаца почео годину дана раније, у зиму 540. п. н. е.. Према глиненим плочицама спомињу се сукоби у Иштару и Уруку, које модерни историчари приписују обрачунима са Персијанцима. Битка код Описа је највероватније била завршна битка између одва два царства.

## Битка
Према Набонидовим хроникама, битка се одиграла у месецу Ташриту (27. септембра - 27. октобра) код Описа уз обалу реке Тигар, али нису споменути детаљи битке, односно јачина трупа супростављених снага или број жртава. Персијска војска сукобила се са „војском Акада“, што алудира на Вавилонију уопштено, а не на истоимени град Акад. Име вавилонског војног заповедника није споменуто у хроникама, али се традиционално сматра да је реч о Набонидовом сину Белшазару. Његова судбина није позната, али неки извори тврде да је погинуо у бици.
Исход битке био је очигледан вавилонски пораз, након чега се претпоставља да су се вавилонски војници повукли, јер накнадно нису споменути у хроникама. Битка код Описа није споменута на Кировом цилиндру, који спомиње Кира Великог као ослободиоца Вавилона и његовог становништва. Међутим, битка је доказ да се постојећи вавилонски режим активно супростављао Кировој инвазији Месопотамије.

## Последице
Вавилонски пораз у бици код Описа означило је краљ озбиљнијег отпора персијској инвазији. Набонидове хронике спомињу како је 14. дана након битке (6. октобра) град Сипар освојен без отпора док је Набонид побегао, што сведочи да је вавилонски краљ био у Сипару приликом доласка Персијанаца. Хронике даље спомињу да је Кир Велики боравио у Сипару шест дана, после чега је његова војска након лукаве и краткотрајне опсаде освојила Вавилон, док је Набонид ухваћен у граду непосредно након опсаде. Његова судбина није позната, али према вавилонском историчару Беросу из 3. века п. н. е. Набонид је поштеђен и послан у егзил на исток царства где је и умро. Детаљи о персијском преузимању контроле над Вавилоном се не спомињу у Набонидовим хроникама, али је наглашено да су се Персијанци толерантно понели према храмовима и верским киповима због чега су брзо стекли симпатије код домаћег становништва. Седамнаест дана касније (29. октобра) Кир Велики је лично ушао у Вавилон где је крунисана као нови краљ, након чега је именовао намеснике који су контролисали освојене територије.
Античка грчка дела Херодота и Ксенофонта која описују Кирово освјање и пад Вавилона се разликују од оних Набонидових на клинастом писму. Херодот тврди да је Кир напредовао Вавилонијом уз реку што се поклапа са источњачким изворима, и да се одлучујућа битка одиграла недалеко од града Вавилона. Кир је наводно поставио опсаду око Вавилона, и наредио својим трупама да ископају канал којим ће преусмјерити део тока Еуфрата и тако продрети у град на његовим слабим точкама. Ксенофонт такође наводи да су Персијанци ископали канале око града због преусмеравања Еуфрата (који је пролазио кроз Вавилон), након чега су коритом ушли у град. Осим Херодота и Ксенофонта, и библијска књига о Даниелу такође спомиње да су Персијанци изненадили Вавилонце док су прослављали локални празник.
Вавилонски историчар Берос нуди другачију верзију приче, и наводи да је Кир Велики поразио Набонида који се заједно са остацима својих присталица повукао у град Борсипу. Кир је затим поразио Вавилон и наредио уништење утврђења око града, будући да су представљала велики проблем приликом опсаде и да би могла да послужеу вавилонским побунама. Након тога, Кир је кренуо у поход на град Борисипу где је поставио опсаду, али Набонид није желио да сачека крај опсаде па се убрзо предао.

## Историографија
Пораз Вавилоније код Описа је омогућио персијској војсци даље напредовање према Вавилону што је пак означило крај вавилонске независности, упрко с каснијим побунама против персијске владавине. Пад Вавилоније је забележен у свим историјским документима тога доба, што се посебно односи на глинене записе на клинастом писму који датирају непосредно након Кировог освајања Вавилона. Постоји неколико објашњења о паду Вавилоније. На пример, на Кировом цилиндру се спомиње да вавилонски краљ Набонид није имао потпору бога Мардука јер је владао против његове воље. Тон у коме је писан тај документ сведочи да вавилонска свештеничка елита није била задовољна Набонидовом политиком па је раширених руку дочекала Персијанце. Други аутори имају различита објашњења за вавилонијски пораз против Персијског царства. М. А. Дандамаев тврди да вавилонски режим није имао подршку сопственог народа, док су пак вавилонски робови попут Јевреја у Персијанцима видели ослободиоце. Такође, се наводи и персијска бројчана супериорност и боља опремљеност њихове војске.